# Нвард, Мари
Мари Нвард (Мари Овсеповна Гараян, 9 августа, 1853, Стамбул, Османская империя — 10 июня, 1885, Стамбул, Османская империя) — армянская актриса театра.

## Биография
В 1869 году гастролировала с передвижной труппой Товмаса Фасуладжяна в Нахичевани-на-Дону. Исполняла преимущественно роли лирических героинь в армянских историко-патриотических трагедиях, западноевропейских мелодрамах и др. С 1881 по 1882 годы выступала в Армянской театральной труппе в Тифлисе.
Позже была главной актрисой труппы Мартироса Мнакяна, которая тогда была тогда самой известной в Османской империи. Лучшей ролью Мари Нвард считалась Маргарита Готье («Дама с камелиями» Александра Дюма). Роли Мари Нвард отличались эмоциональной насыщенностью, простотой и искренностью.

## Роли
- Софья — «Горе от ума» А. Грибоедова
- Джессика — «Венецианский купец» Шекспира
- Маркрит — «Хатабала» Габриэла Сундукяна
- Агафья Тихоновна — «Женитьба» Н. Гоголя
- Анна Андреевна — «Ревизор» Н. Гоголя